# Хуфане, Али Мохамед
Али Мохамед Хуфане (араб. علي محمد هوفاني‎, род. 1960) — сомалийский легкоатлет, выступавший в беге на длинные дистанции. Участник летних Олимпийских игр 1984 года.

## Биография
Али Мохамед Хуфане родился в 1960 году.
В 1983 году в составе сборной Сомали участвовал в летней Универсиаде в Эдмонтоне. В беге на 5000 метров занял 12-е место среди 13 финишировавших, показав результат 14 минут 25,47 секунды и уступив 38,48 секунды завоевавшему золото Стиву Харрису из Великобритании.
В 1984 году вошёл в состав сборной Сомали на летних Олимпийских играх в Лос-Анджелесе. В беге на 5000 метров не смог завершить полуфинал.

## Личный рекорд
- Бег на 5000 метров — 13.53,30 (1983)[6]